# Ron Elliott (homme politique)
Pour les articles homonymes, voir Ron Elliott.
Ron Elliott est un homme politique canadien, il est élu député de la circonscription électorale de Quttiktuq à l'Assemblée législative du Nunavut lors de l'élection nunavoise du 27 octobre 2008.